# Dania Ramírez
Pour les articles homonymes, voir Ramírez.
Dania Ramírez, née le 8 novembre 1979 à Saint-Domingue, est une actrice dominicaine.
Après un rôle remarqué dans la comédie dramatique She Hate Me (2004) de Spike Lee, elle se fait connaître, à la télévision, grâce à la série Les Soprano (2006-2007), puis, elle est révélée au grand public, par le rôle de Maya Herrera dans la série télévisée fantastique, Heroes (2007-2008). Dans le même temps, elle interprète la mutante Callisto dans le blockbuster X-Men : L'Affrontement final (2006) et joue dans le film d'horreur En quarantaine (2008). 
Elle fait quelques apparitions dans Entourage (2010), et joue dans la comédie American Pie 4 (2012), le thriller Premium Rush (2012), la série tragi-comique Devious Maids (2013-2016), ainsi que dans la septième et dernière saison de la série Once Upon a Time (2017-2018) où elle interprète une nouvelle version de Cendrillon.
En 2018, elle est l'une des vedettes de la série horrifique Tell Me a Story.

## Biographie

### Enfance et formation
Après la naissance de Dania Ramírez à Saint-Domingue, en République dominicaine, ses parents quittent leur pays natal, alors que celle-ci est âgée de six mois, afin d'émigrer aux États-Unis. Son père est pharmacien et sa mère est infirmière. Dania Ramírez est donc élevée par sa grand-mère à Saint-Domingue, avant de les rejoindre à New York à l'âge de dix ans.
Très jeune, elle décide de devenir actrice. Dès l'âge de quinze ans, elle se fait remarquer par un agent artistique, alors qu'elle travaille dans une épicerie. Grâce à cette rencontre, elle tourne dans une publicité pour une marque de soda. Plus tard, elle part étudier à l'école d'arts, Actor's Workshop, de New York. En 2001, elle est ressortie diplômée de l'université d'État de Montclair, dans le New Jersey.
À la fin de ses études, elle part s'installer à Los Angeles.

### Débuts au cinéma et révélation à la télévision

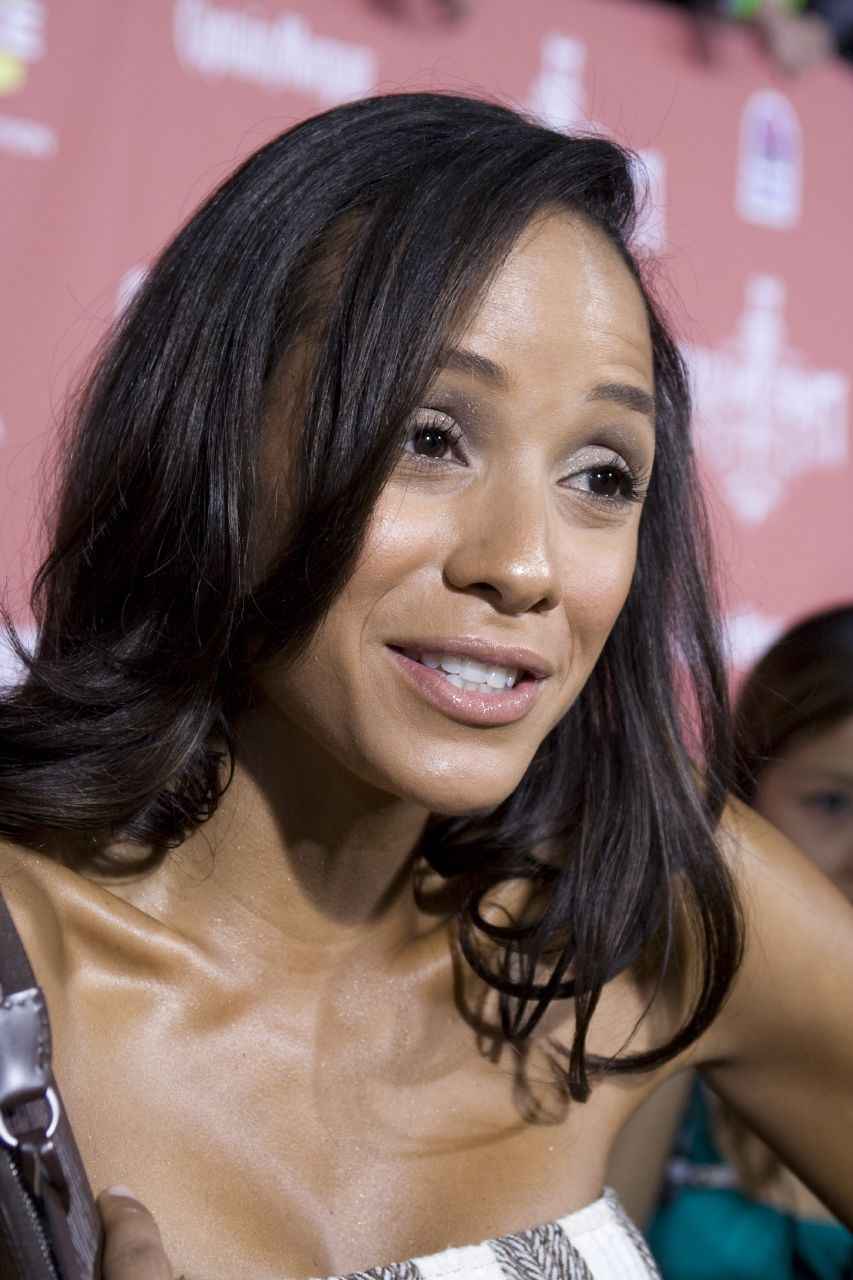
Dania Ramirez, à la cérémonie des Scream Awards 2007.

En 1998, elle décroche un petit rôle dans le clip vidéo Streets Is Watching de Jay-Z. 
C'est le réalisateur Spike Lee qui lui offre, en 2002, son premier rôle dans le drame policier La 25e Heure. Doté d'un budget modeste de 5 millions de dollars, le film est acclamé par les critiques presse et engrange plus de 23 millions de dollars au box office. 
Spike Lee lui renouvelle sa confiance pour la comédie dramatique, She Hate Me, en 2004 aux côtés de Kerry Washington, Monica Bellucci et Jamel Debbouze. Le film est également plébiscité par la critique spécialisée. Cette même année, elle joue dans l'adaptation, boudée par la presse mais appréciée par les spectateurs, du dessin animé Fat Albert. Le film atteint la troisième place au box office le week-end de sa sortie et engrange près de 50 millions de dollars en fin d'exploitation.
Parallèlement à sa carrière au cinéma, elle fait ses premiers pas à la télévision.

En 2003, Dania Ramírez fait une brève apparition dans la dernière saison de la série Buffy contre les vampires, elle y interprète une potentielle tueuse formée par Sarah Michelle Gellar. Elle participe ensuite, le temps d'un épisode, à la série Run of the House et renouvelle l'expérience pour le tournage de Shérifs à Los Angeles.

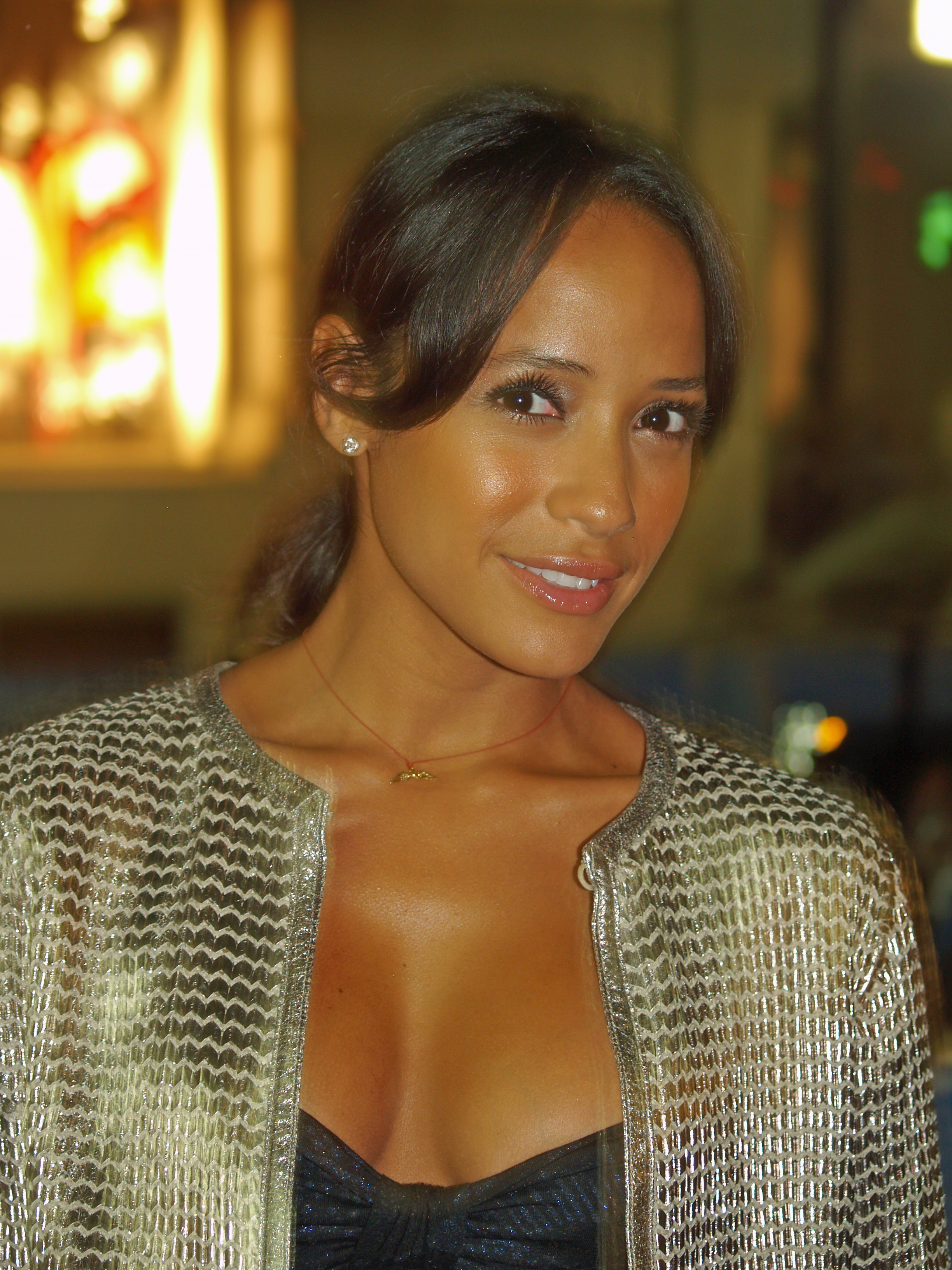
Dania Ramirez, en 2009, lors de la Mercedes-Benz Fashion Week.

2006 est une année charnière pour l'actrice, elle décroche le rôle de la mutante Callisto dans le blockbuster, X-Men : L'Affrontement final, troisième volet d'une saga très lucrative. Elle obtient également un rôle important dans la série au grand succès commercial et critique Les Soprano, pour un arc de plusieurs épisodes et ce jusqu'en 2007.
Forte de la visibilité acquise grâce au film X-Men : L'Affrontement final, elle rejoint la distribution régulière, à partir de la saison 2, du feuilleton télévisé Heroes, jusqu'en 2008. Dans cette série considérée comme culte, elle interprète le personnage de Maya Herrera. Grâce à son interprétation de jeune femme torturée par ses dons, l'actrice est nommée, à deux reprises, à l'ALMA Awards de la meilleure actrice.
En 2008, elle est à l'affiche du film d'horreur En quarantaine, remake américain du film espagnol, Rec, qui rencontre un certain succès lors de sa sortie en salles.

### Confirmation télévisuelle et cinéma indépendant
En 2010, l'actrice intègre le casting de la série télévisée Entourage. Diffusée sur le réseau HBO, la série fait les beaux jours de la chaîne et est régulièrement nommée à de prestigieuses cérémonies comme les Emmy Awards et les Golden Globes Awards. 
En 2012, elle joue dans la comédie American Pie 4, 4e volet de la franchise, le film est un succès mondial et génère plus de 235 millions de dollars au box office. Elle tient aussi le premier rôle féminin du thriller Premium Rush aux côtés de l'acteur Joseph Gordon-Levitt mais le film est un échec au box-office, en dépit de critiques enthousiastes.
De 2013 à 2016, elle obtient l'un des premiers rôles de Devious Maids, produit par Eva Longoria et créé par Marc Cherry, l'homme à l'origine de la série culte Desperate Housewives. Adaptée d'une telenovela mexicaine qui suit le quotidien de femmes de ménage d'origine latine, la série reçoit des critiques majoritairement positives et réalise de belles performances pour la chaîne. 

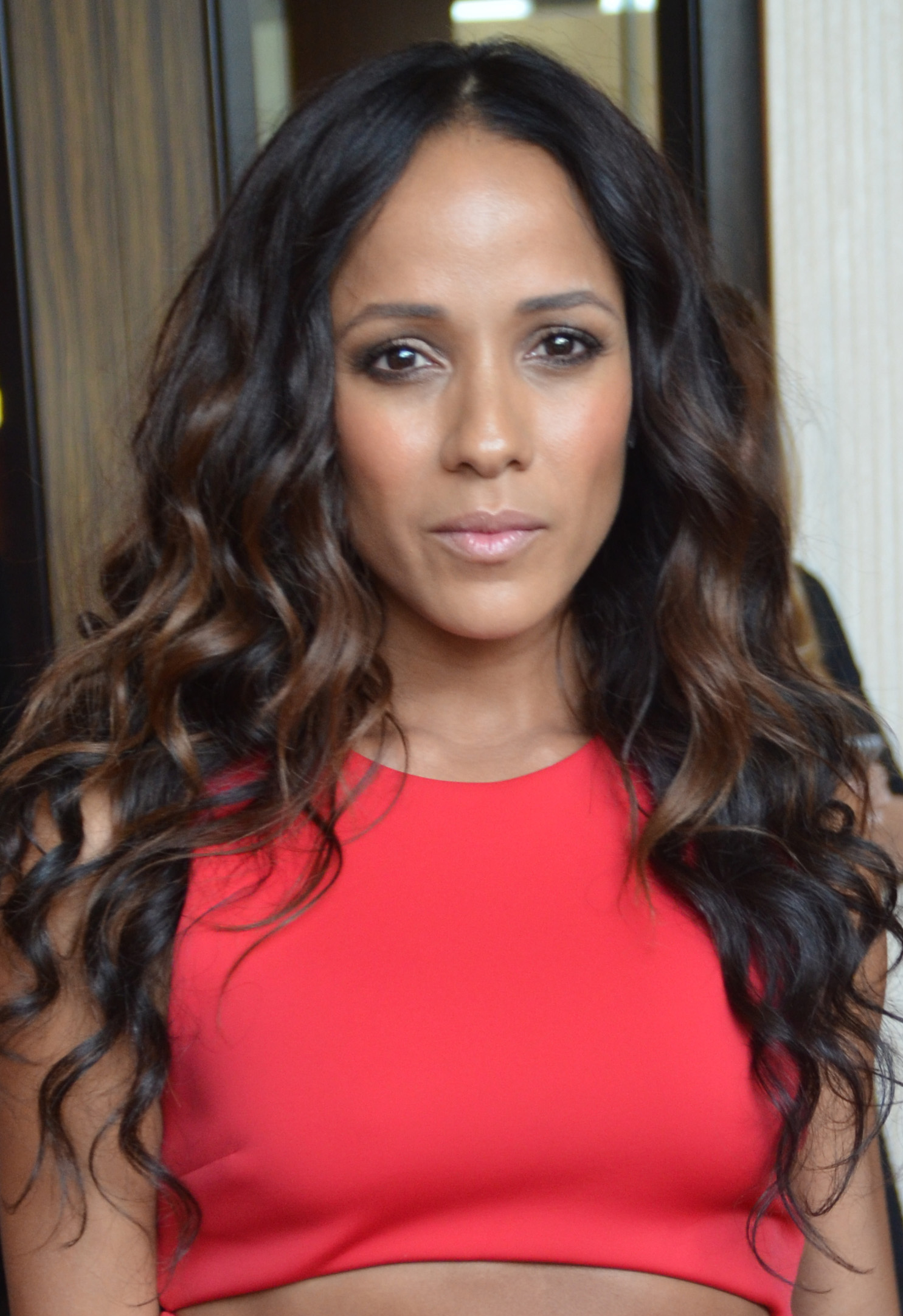
Dania Ramírez lors de la 29e cérémonie des Imagen Awards le 1er août 2014 à Beverly Hills.

Sa prestation de la sensible Rosie lui vaut deux nominations aux Imagen Awards dans la catégorie meilleure actrice. Elle remporte également le Vision Awards de la meilleure actrice.
Parallèlement au tournage de la série, en 2015, elle joue dans le thriller Brooklyn to Manhattan avec Arielle Kebbel et Sean Faris. En partenariat avec le groupe Lifetime, l'actrice occupe le rôle-titre du téléfilm Ambulance B, elle interprète une brillante ambulancière victime d’agression.
En 2016, elle rejoint le casting du drame Mojave avec Oscar Isaac et Garrett Hedlund. La série Devious Maids est finalement arrêtée cette même année, à l'issue de la quatrième saison.
En 2017, l'actrice fait son retour au cinéma et décroche le rôle principal féminin de la comédie romantique indépendante Off the Menu,. Le film est présenté lors du Festival international du film de Santa Barbara 2018. 
Elle joue aussi le rôle-titre du film d'horreur Lycan, adapté d'une œuvre d'Hitchcock, écrit et dirigé par son mari, le réalisateur Bev Land et pour lequel l'actrice fait ses débuts en tant que productrice,.
Elle fait également son retour à la télévision, en obtenant un rôle régulier dans la septième saison de la série télévisée fantastique Once Upon a Time à la suite du départ de six des acteurs principaux et du reboot amorcé par l'équipe scénaristique. Elle incarne une nouvelle version de la princesse Cendrillon et la première d'origine latine. Mais les audiences de cette nouvelle saison sont en deçà des attentes du réseau de diffusion, qui prend donc la décision d'annuler la série.
L'année suivante, elle poursuit dans le registre fantastique en rejoignant la distribution principale de Tell me a Story, avec Paul Wesley, une série dramatique du réseau CBS, qui s’inspire d’anciens contes de fées pour raconter des histoires sombres. Cette création de Kevin Williamson rencontre le succès et est renouvelée pour une seconde saison.  
Dans le même temps, au cinéma, elle fait partie des nouveaux visages recrutés, afin d'étoffer la distribution de la suite du blockbuster à succès Jumanji : Bienvenue dans la jungle, réalisée par Jake Kasdan, aux côtés d'Awkwafina, Danny DeVito et Danny Glover.

### Vie privée
Dania a fréquenté le réalisateur de clips dominicain, Jessy Terrero, de 2006 à 2010.
Depuis septembre 2010, elle est la compagne de l'acteur, scénariste et réalisateur américain, John Amos Beverly "Bev" Land. Après s'être fiancés en septembre 2011,, ils se sont mariés le 16 février 2013 à Punta Cana, en République dominicaine,. À la suite de son mariage avec Bev Land, Dania a un beau-fils, Kai (né le 13 septembre 2001), issu de son premier mariage avec Sharon Leal. Le 17 décembre 2013, elle a donné naissance à de faux jumeaux, John Aether Ramirez Land et Gaia Jissel Ramirez Land,.
Dania est l'une des nombreuses Égérie de la marque de cosmétique CoverGirl, aux côtés d'autre actrices comme Queen Latifah, Drew Barrymore,.
Dania s'associe, en 2016, à la multinationale de jouets Mattel, second fabricant mondial de jouets derrière Lego, pour effectuer des dons dans le cadre du mouvement Boys and Girls Clubs of America. L'actrice se dit fière de son engagement envers cette cause, ayant elle-même dû faire face à la pauvreté pendant son enfance.

## Filmographie

### Cinéma

#### Courts métrages
- 2004 : Little Black Boot de Colette Burson (en) : Laurie Rodriguez
- 2004 : The Ecology of Love de Brin Hill : Alila (aux côtés de Pharrell Williams)
- 2010 : Next Big Thing de Henrik Sundgren : la femme (pub pour la marque Audi)

#### Longs métrages
- 2002 : La 25e Heure (25th Hour) de Spike Lee : Daphne
- 2004 : Cross Bronx de Larry Golin : Mia
- 2004 : She Hate Me de Spike Lee : Alex Guerrero
- 2004 : Fat Albert de Joel Zwick : Lauri
- 2006 : X-Men : L'Affrontement final (X-Men: The Last Stand) de Brett Ratner : Callisto
- 2007 : Soldat 2 rue (Illegal Tender) de Franc. Reyes (en) : Ana[n 1]
- 2008 : Ball Don't Lie de Brin Hill : Carmen
- 2008 : Le Cinquième Commandement (The Fifth Commandment) de Jesse V. Johnson : Angel[n 2]
- 2008 : En quarantaine (Quarantine) de John Erick Dowdle : Sadie
- 2012 : American Pie 4 (American Reunion) de Jon Hurwitz et Hayden Schlossberg : Selena
- 2012 : Premium Rush de David Koepp : Vanessa
- 2013 : Brooklyn to Manhattan de Jessy Terrero : Jessica[n 2]
- 2015 : Mojave de William Monahan : l'inspectrice Beaumont[49]
- 2017 : Lycan de Bev Land : Isabelle Cruz (également productrice)
- 2018 : Off the Menu de Jennifer Goldson : Javiera Torres
- 2018 : Suicide Squad: Hell to Pay de Sam Liu : Scandal Savage (voix, vidéofilm)
- 2019 : Jumanji: Next Level de Jake Kasdan : l'ex compagne de Smolder

### Télévision

#### Séries télévisées
- 2003 : Buffy contre les vampires (Buffy the Vampire Slayer) : Caridad (saison 7, 3 épisodes)
- 2003 : Run of the House : Lucy (saison 1, épisode 3)
- 2004 : Shérifs à Los Angeles (10-8: Officers on Duty) : Ines (saison 1, épisode 13)
- 2006-2007 : Les Soprano (The Sopranos) : Blanca Selgado (5 épisodes)
- 2007-2008 : Heroes : Maya Herrera (15 épisodes)
- 2010 : Entourage : Alex (9 épisodes)
- 2013-2016 : Devious Maids : Rosie Falta / Westmore (rôle principal - 49 épisodes)
- 2017-2018 : Once Upon a Time : Jacinda / Cendrillon (rôle principal, saison 7 - 22 épisodes)
- 2018 : Justice League Action : Red Velvet (voix, 1 épisode)
- 2018-2019 : Tell me a Story : Hannah Perez (rôle principal - 10 épisodes)

- 2021- 2024 : Sweet Tooth : Aimée Eden
- 2023 - ?? : Alert Missing Person Unit : Nikki Batista

#### Téléfilms
- 2005 : Romy and Michele: In the Beginning de Robin Schiff : Elena
- 2007 : Fort Pit de Michael S. Chernuchin et Peter Tolan : Angela Hardwick
- 2009 : Solving Charlie de Gregory Hoblit : Veronica King
- 2015 : Ambulance B (First Reponse) de Philippe Gagnon: Camilla

### Clips vidéos
- 1998 : Cheapskate de Sporty Thievz
- 1998 : Streets Is Watching de Jay-Z
- 2000 : All Good de De La Soul
- 2005 : Hush de LL Cool J
- 2006 : Cry Baby Cry de Carlos Santana et Sean Paul
- 2007 : Into the Night de Carlos Santana
- 2008 : Dime Que Te Paso de Wisin y Yandel

## Distinctions

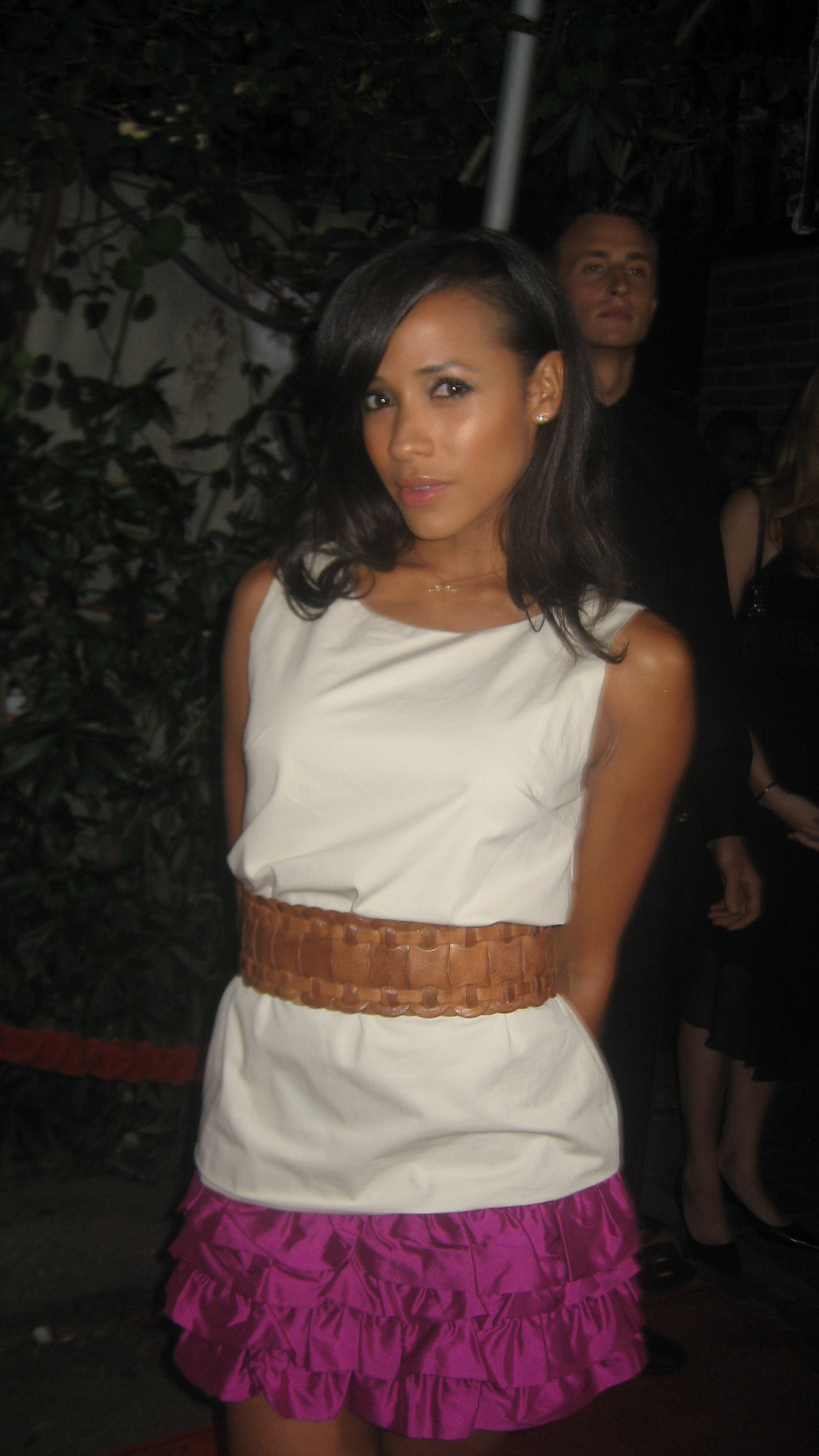
Dania Ramirez, en 2008, à la soirée post-Emmy Awards.

Sauf indication contraire ou complémentaire, les informations mentionnées dans cette section proviennent de la base de données IMDb.

### Récompenses
- NAMIC Vision Awards 2016 : Meilleure actrice dans une série télévisée comique pour Devious Maids

### Nominations
- ALMA Awards 2008 : Meilleure actrice dans un second rôle dans une série télévisée dramatique pour Heroes
- ALMA Awards 2009 : Meilleure actrice dans une série télévisée dramatique pour Heroes
- Imagen Awards 2014 : Meilleure actrice de télévision pour Devious Maids
- Imagen Awards 2015 : Meilleure actrice de télévision pour Devious Maids

## Voix françaises
En France
| - Ethel Houbiers dans : - Devious Maids (série télévisée) - Ambulance B (téléfilm) - Once Upon a Time (série télévisée) - Jumanji: Next Level - Alert (série télévisée) - Emmanuelle Rivière dans : - Soldat 2 rue (en) - En quarantaine - Heroes (série télévisée) - Caroline Lallau dans : - Buffy contre les vampires (série télévisée) - Romy and Michele: In the Beginning (téléfilm) - Jocelyne « Mbembo » Nzunga dans : - Fat Albert - X-Men : L'Affrontement final | - Julia Vaidis-Bogard dans : - She Hate Me - American Pie 4 Et aussi - Laëtitia Lefebvre dans Les Soprano, (série télévisée) - Barbara Kelsch dans Entourage, (série télévisée) - Céline Ronté dans Premium Rush, - Mélissa Windal dans Mojave - Nayéli Forest dans Off the Menu - Charlotte Correa dans Tell Me a Story (série télévisée) - Fily Keita dans Sweet Tooth (série télévisée) |